# Українці Куби
Українці Куби — люди з українським громадянством або національністю, які перебувають на території Куби. Функції об'єднувача частково виконує Посольство України в Республіці Куба. 

## Історія
Невеличка міграція українців до Куби почалася з 1960-х, коли було встановлено особливі відносини з СРСР. У рамках програм надання допомоги українські фахівці (освітяни, медики, інженери, військовики) перебиралися на острів для тимчасової роботи. Згодом контракти продовжувалися. Деяка частка залишилася на тривалий час, проте більшість повернулася на батьківщину (наприклад, батьки футболіста В'ячеслава Кернозенка).
З розпадом СРСР та постанням незалежної України міграція на деякий час припинилася, оскільки було перервано зв'язки. Водночас і далі діяла програма (започаткована 1990 року) щодо допомоги урядом Куби українським дітям, постраждалим під час Чорнобильської катастрофи. З 1990 року по 2012-й кубинські лікарі практично безкоштовно лікували українських дітей від найважчих недуг, з якими українська медицина не завжди могла впоратися. Разом з дітьми за кордоном перебували деякі їхні рідні. Таким чином, на Кубі утворилася на деякий час невелика українська дитяча діаспора. Загалом пройшли таке оздоровлення понад 21 тис. дітей. Деякі діти перебували тут протягом 20 років, одружилися та працюють на Кубі.
Значний відсоток становлять українки, що одружилися з кубинцями. Інша частина українців перебралася на Кубу наприкінці 1990-х — на початку 2000-х у пошуках роботи та гарної кар'єри. Певний відсоток становлять українські туристи та відпочивальники.
Нині доволі важко обрахувати сучасну українську діаспору.

## Релігія
Більшість українців Куби є християнами (католики та православні).
Богослужіння українською мовою час від часу проводять лише у греко-католицькій церкві, а також у грецькій церкві Миколи Чудотворця в Гавані, де нарівні з грецькими священниками служить о. Андрій (батько — кубинець, мати — українка зі Львова).

## Українці, що народилися на Кубі
Мочалов Олександр Ігорович — солдат резерву Міністерства внутрішніх справ України, учасник російсько-української війни.